# 赤坊主
赤坊主（あかぼうず）是流傳於新潟縣、京都府以及愛媛縣一帶的妖怪。各地的流傳的內容有所不同。

## 概要
新潟縣的赤坊主

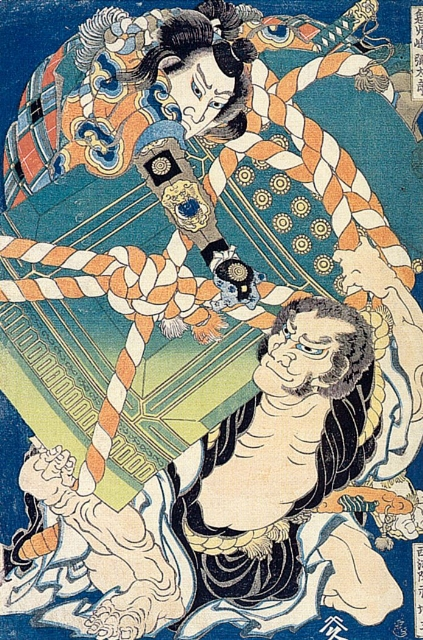
葛飾北齋所繪之〈鬼兒島彌太郎 西法院赤坊主〉

奪取了林泉寺的吊鐘、犯下無數惡行的妖怪。據說年少時於林泉寺出家的上杉謙信命令旗下最勇猛的兒島彌太郎（通稱「鬼兒島」）前往消滅之。於是彌太郎便孤身前往林泉寺，歷經一番死鬥打倒了赤坊主，最後終於奪回了釣鐘。
京都府的赤坊主
柳原紀光的隨筆文集《閑窗自語》中留下這些記述。據說一名叫做日野一位資枝卿的人物在年輕時，曾與朋友共飲至深夜，正當說故事說到興頭上時，屏風的後方突然變亮，並且能感覺到有人。他們一偷看屏風後面，赫然發現在熊熊燃燒的火團中佇立著一位全身耀紅的僧人，並在眾人驚懼之下消失了身影。雖然無法得失其真面目，但是被當作家中即將發生吉事的祥兆。。妖怪研究家・多田克己認為這是和東北地方流傳的座敷童子類似的妖怪。
愛媛縣的赤坊主
據說在南宇和郡城邊町的海邊，一位老者在打漁完正準備返家之際，看到岸邊出現了燈火。老人靠近燈火一看，發現原來那是赤坊主點燃的燈火。老人倉皇逃離現場，但赤坊主也沒有做什麼傷害老人的舉動，逕自往海面的方向走去。

## 備註
1. ↑   (PDF). 刈谷市: 2頁. 2002-07-01  [2010-03-27].[永久]
2. ↑  柳原紀光. . 柴田宵曲編  (编).  第4巻. 東京堂. 1961: 367頁.
3. ↑  多田克己. . 妖怪新天地. 村上健司主催 妖怪愛好会 隠れ里.   [2008-06-20]. （原始内容存档于2007-12-01）. 外部链接存在于|work= (帮助)
4. ↑  中央大学 民俗研究会. . 怪異・妖怪伝承データベース. 国際日本文化研究センター.   [2008-03-31]. （原始内容存档于2019-08-29）.